# Darren Criss
Darren Everett Criss (San Francisco, California; 5 de febrero de 1987) es un actor, cantante y compositor estadounidense, principalmente reconocido por haber interpretado a Blaine Anderson en la serie televisiva Glee.
También es conocido por sus representaciones de Harry Potter en los musicales A Very Potter Musical, A Very Potter Sequel y A Very Potter Senior Year, y ser la voz de Superman en las películas animadas del Tomorrowverse.

## Biografía

### Infancia
Es natural de San Francisco, California. Tiene ascendencia irlandesa y filipina. Es hijo de Cerina y C. William Criss, un banquero y exdirector de la Ópera de San Francisco, de la Orquesta Filarmónica Barroca, del Festival Stern Grove y del San Francisco Performances. Su madre Cerina, es nativa de Cebú (Filipinas). Tiene un hermano mayor, Charles "Chuck" Criss, que es miembro de la banda de indie rock Freelance Whales...

### Primeros años de carrera
En 2009, Criss se graduó en la Universidad de Míchigan con el título de Licenciatura de Bellas artes en Interpretación.
Es parte del grupo TeamStarkid, una compañía de producción teatral formada por estudiantes de la Universidad de Míchigan. Entre los papeles que interpretó para Starkid, está el de "Harry Potter" en los musicales virales de YouTube "A Very Potter Musical", "A Very Potter Sequel" y "A Very Potter Senior Year". Las tres producciones son comedias musicales basadas en la saga de Harry Potter escrita por JK Rowling. Previamente a su compañía teatral, Criss junto a algunos otros estudiantes que formarían parte de Starkid después, filmaron una serie de pocos capítulos llamada "Little White Lie", en la cual su personaje se llamaba Toby Phillips. 
En enero de 2012, hizo su debut en Broadway (Nueva York) en la obra How to Succeed in Business Without Really Trying, interpretando a un limpiaventanas que acaba dirigiendo una importante empresa, reemplazando al actor inglés Daniel Radcliffe. Con Criss como protagonista, el espectáculo recaudó en tres semanas más de cuatro millones de dólares y recibió una buena acogida por parte de los críticos.
Empezó como conductor en That Media Show, un programa local de San Francisco que hablaba acerca de Hollywood, rodaje de películas y efectos visuales.

### Gleey otras actuaciones
El 9 de noviembre de 2010, Criss hizo su primera aparición en la serie Glee, en el sexto episodio de la segunda temporada, "Never Been Kissed". Interpretó a Blaine Anderson, un estudiante de la Academia Dalton y vocalista principal de los Dalton Academy Warblers, rival del coro protagonista New Directions Blaine fue un personaje recurrente durante el resto de la temporada, apareciendo en la mayoría de los episodios, primero como mentor y amigo del personaje principal Kurt Hummel , interpretado por Chris Colfer, y se convirtió en su pareja. El creador de Glee, Ryan Murphy, dijo en un principio: "Él se convierte en cierta manera en el mentor de Kurt. Kurt tuvo que dejar su propia escuela debido al acoso, y se encuentra en una academia solo para varones donde hay aceptación, porque existe una política que no tolera el acoso. Es por eso que Kurt realmente lo admira y lo respeta. Interpreta a un personaje que tiene un año menos que el personaje de Chris, así que es el profesional con experiencia."
En enero de 2012, debutó en Broadway (Nueva York) en la obra How to Succeed in Business Without Really Trying, interpretando a un limpiacristales que acaba dirigiendo una importante empresa, reemplazando al actor inglés Daniel Radcliffe. Con el actor como protagonista, el espectáculo recaudó en tres semanas más de cuatro millones de dólares y tuvo una buena acogida por parte de los críticos. En ese mismo año trabajó al lado de Annette Bening, Matt Dillon, Christopher Fitzgerald y Natasha Lyonne en Girl Most Likely, cuyo estreno durante la realización del Festival de Cine de Toronto. No obstante, la película no tuvo éxito en cuanto a críticas y recaudación financiera se refiere. Al año siguiente, se embarcó en su primera gira musical como solista, Listen Up, con la que recorrió ciudades de Estados Unidos, Canadá y Francia. 
Visto internacionalmente como un símbolo sexual, fue listado en el ranking de las "hombres más sensuales" de la revista People, en 2011. Imitando este tipo convencional de listados, cientos de hombres de todo el mundo fueron considerados para la lista de 2011 y 2012 de "los 100 más sexys por AfterElton.com". Criss se posicionó en el número uno en los dos años consecutivos. Asimismo, ocupó el primer puesto en la votación de GQ Magazine sobre los actores jóvenes de Hollywood con más estilo.
En agosto de 2013, apareció como Augie Sayles en la serie de comedia de Showtime, Web Therapy. Durante sus cinco años en Glee, el artista compuso varias canciones para el programa. La sexta y última temporada del programa se estrenó el 9 de enero de 2015.
Interpretó el papel de Hedwig (una estrella de rock transgénero) en el musical de Broadway Hedwig and the Angry Inch durante el período del 29 de abril al 19 de julio de 2015. En el cual se destacó, obteniendo críticas muy favorables.
En 2018, se puso en la piel del asesino en serie Andrew Cunanan para la segunda temporada de American Crime Story. Recibió críticas muy positivas por su actuación y ganó un Globo de Oro.

## Defensa de los derechos y obras benéficas
Criss es un defensor de los derechos LGBT, y es un partidario activo del Proyecto Trevor, la principal organización nacional centrada en los esfuerzos de prevención del suicidio entre lesbianas, gays, bisexuales, transexuales, queer, y cuestionamiento (LGBTQ) de la juventud. Criss ha recibido el premio Variety's Power of Youth Philanthropy por su contribución al Proyecto Trevor.
Criss ha sido portavoz de varias organizaciones, como Rock the Vote y la Foundation for New American Musicals.
Criss grabó la canción de Bob Dylan "New Morning", con la colaboración de su hermano, Chuck Criss, para Amnistía Internacional. Formó parte del álbum recopilatorio Chimes of Freedom: Songs of Bob Dylan Honoring 50 Years of Amnesty International, publicado el 24 de enero de 2012.
Criss ha actuado en diversos actos benéficos, como el American Conservatory Theater, AIDS Project Los Angeles, New Conservatory Theatre Center, Toys for Tots, City of Hope National Medical Center, Motion Picture & Television Fund, Public School Arts, MusiCares Foundation, The Old Vic, UCLA's Jonsson Comprehensive Cancer Center, Big Brothers Big Sisters of America, Young Storytellers Foundation y Elizabeth Glaser Pediatric AIDS Foundation.

## Vida personal
En enero de 2018, Criss anunció que estaba comprometido con Mia Swier, su novia desde hacía siete años. La pareja se casó el 16 de febrero de 2019. En octubre de 2021 anunciaron que estaban esperando su primer hijo juntos. El 11 de abril de 2022 nació su hija, Bluesy Belle Criss.

## Filmografía

### Cine
| Año  | Título                                    | Papel                                       | Notas                                            |
| ---- | ----------------------------------------- | ------------------------------------------- | ------------------------------------------------ |
| 2011 | Glee: The 3D Concert Movie                | Blaine Anderson/Él mismo                    | Elenco principal, película concierto             |
| 2013 | Girl Most Likely                          | Lee                                         |                                                  |
| 2019 | Midway                                    | Eugene Lindsey                              | Protagonista, película de cines                  |
| 2019 | Batman vs. Teenage Mutant Ninja Turtles   | Raphael                                     | Elenco principal, película directo a video (voz) |
| 2020 | Superman: Man of Tomorrow                 | Superman/Clark Kent                         | Protagonista, película directo a video (Voz)     |
| 2021 | Justice Society: World War II             | Superman, Superman/Clark Kent/"Shakespeare" | Elenco principal, película directo a video (voz) |
| 2023 | Legión de Super-Héroes                    | Superman, Superman/Clark Kent               | Película directo a video (voz)                   |
| 2024 | Justice League: Crisis on Infinite Earths | Superman-Tierra 1 y Superman-Tierra 2       | Película directo a video (voz)                   |
| 2024 | Babes                                     | Doula as a Male                             | Elenco principal, película                       |

### Televisión
| Año           | Título                       | Papel            | Notas                                                                                           |
| ------------- | ---------------------------- | ---------------- | ----------------------------------------------------------------------------------------------- |
| 2009          | Eastwick                     | Josh Burton      | Personaje recurrente, 5 episodios serie de TV                                                   |
| 2010—2015     | Glee                         | Blaine Anderson  | Elenco recurrente (temporada 2) Elenco principal (temporada 3—6); 80 episodios, serie de TV Fox |
| 2010          | Cold Case                    | Ruben Harris '69 | Episodio 7.20: «Free Love»                                                                      |
| 2012          | The Cleveland Show           | Hunter           | Invitado; 1 episodio (voz)                                                                      |
| 2015          | American Horror Story        | Justin           | Invitado; 2 episodios                                                                           |
| 2017          | The Flash                    | Music Meister    | Invitado; 2 episodios, series de TV The CW                                                      |
| 2017          | Supergirl                    | Music Meister    | Invitado; 2 episodios, series de TV The CW                                                      |
| 2018          | American Crime Story         | Andrew Cunanan   | Elenco principal (temporada 2); 9 episodios                                                     |
| 2020          | Hollywood                    | Raymond Ainsley  | Elenco principal, miniserie de TV Netflix (8 episodios)                                         |
| 2020          | Royalties                    | Pierce           | Elenco principal, Serie de TV Quibi (10 episodios)                                              |
| 2020          | Wayward Guide                | Ryan Reynolds    | Elenco principal                                                                                |
| 2021          | Trese                        | Marco            | Papel de voz                                                                                    |
| 2021          | Rick and Morty               | Bruce Chutback   | Invitado 1 episodio (voz)                                                                       |
| 2021          | Muppets Haunted Mansion      | The Caretaker    | Elenco principal, especial de TV                                                                |
| 2022          | Green Eggs and Ham           | Looka            | Elenco principal (7 episodios) papel de voz                                                     |
| 2023          | La maravillosa señora Maisel | Taylor           | Invitado; 1 episodio.                                                                           |
| 2024          | Hazbin Hotel                 | San Pedro        | Invitado; 1 episodio, serie de TV Prime Video                                                   |
| 2024-presente | Beastars                     | Melon            | Elenco recurrente, serie de TV Netflix (temporada 3) (voz)                                      |

### Teatro
| Año       | Título                                           | Rol                           | Lugar                         | Notas                                               | Ref.                 |
| --------- | ------------------------------------------------ | ----------------------------- | ----------------------------- | --------------------------------------------------- | -------------------- |
| 1997      | Fanny                                            | Cesario                       | 42nd Street Moon production   | Debut en teatro                                     | [ 27 ]               |
| 1998      | Do I Hear a Waltz?                               | Mauro                         | 42nd Street Moon production   | Elenco principal                                    | [ 28 ]               |
| 1999      | Babes in Arms                                    | Beauregard Calhoun            | 42nd Street Moon production   | Elenco principal                                    | [ 29 ]               |
| 2005      | Shed a Little Light: The Music of James Taylor   | Músico y cantante             | American Conservatory Theater | Elenco principal                                    | [ 30 ] [ 31 ]        |
| 2006      | Paper Canoes                                     | Salmon                        | Zeitgeist Artworks production | Elenco principal                                    | [ 32 ] [ 33 ] [ 34 ] |
| 2009      | A Very Potter Musical                            | Harry Potter                  | StarKid Productions           | Lead role, Co-songwriter and composer               | [ 35 ] [ 36 ]        |
| 2009      | Me and My Dick                                   | Dueño de restaurante Italiano | StarKid Productions           | Cameo (voz) Coescritor y compositor, guitarrista    | [ 37 ] [ 38 ]        |
| 2010      | A Very Potter Sequel                             | Harry Potter                  | StarKid Productions           | Protagonista, escritor y compositor Coproductor     | [ 39 ] [ 40 ]        |
| 2012      | How to Succeed in Business Without Really Trying | J. Pierrepont Finch           | Broadway                      | Debut en Broadway Reemplazo de Daniel Radcliffe     |                      |
| 2012      | A Very Potter Senior Year                        | Harry Potter                  | StarKid Productions           | Protagonista, coescritor y compositor               |                      |
| 2015      | Hedwig and the Angry Inch                        | Hedwig Robinson               | Broadway                      | Protagonista, reemplazo de Neil Patrick Harris      |                      |
| 2016      | The Little Mermaid                               | Príncipe Eric                 | Hollywood Bowl                | Elenco principal, concierto                         |                      |
| 2016      | White Rabbit Red Rabbit                          | Artista                       | Westside Theater              | Elenco principal, Off-Broadway                      | [ 41 ] [ 42 ]        |
| 2016      | Hedwig and the Angry Inch                        | Hedwig Robinson               | Gira Nacional Norteamericana  | Protagonista                                        |                      |
| 2022      | American Buffalo                                 | Bobby                         | Broadway                      | Nueva versión de Broadway, Elenco principal         |                      |
| 2022      | Chess                                            | Freddie Trumper               | Broadway                      | Elenco principal, concierto de Broadway             |                      |
| 2024      | Gutenberg! The Musical!                          | El Productor                  | Broadway                      | Cameo                                               | [ 43 ]               |
| 2024      | Little Shop of Horrors                           | Seymour Krelborn              | Westside Theatre              | Nueva versión Off-Broadway reemplazo de Corbin Bleu | [ 44 ]               |
| 2024—2025 | Maybe Happy Ending                               | Oliver                        | Belasco Theatre               | Protagonista, Broadway Original Cast                | [ 45 ]               |

### Otros
Series web
| Año       | Título                          | Papel         | Notas                         |
| --------- | ------------------------------- | ------------- | ----------------------------- |
| 2007      | Little White Lie                | Toby Phillips | Rol secundario, 8 episodios   |
| 2011      | Life of Leopold                 | Leopold Bonar | Rol principal, voz únicamente |
| 2015—2017 | Transformers Robots in Disguise | Sideswipe     | Rol de voz; papel principal   |

Videojuegos
| Año  | Título                    | Papel    | Notas |
| ---- | ------------------------- | -------- | ----- |
| 2011 | Dead or Alive: Dimensions | Jann Lee | Voz   |

## Premios y nominaciones
| Año  | Premio                           | Categoría                                                     | Trabajo                                          | Resultado |
| ---- | -------------------------------- | ------------------------------------------------------------- | ------------------------------------------------ | --------- |
| 2011 | Variety Magazine                 | Power of Youth Philanthropy                                   | The Trevor Project                               | Ganador   |
| 2011 | Dorian Awards                    | We're Wilde About You Rising Star Award                       | Glee                                             | Ganador   |
| 2011 | Teen Choice Award                | Mejor estrella en TV                                          | Glee                                             | Ganador   |
| 2011 | NewNowNext Award                 | Brink of Fame: Actor                                          | Glee                                             | Ganador   |
| 2011 | Broadway World – Chicago Awards  | Mejor adaptación                                              | Starship                                         | Ganador   |
| 2012 | Broadway World – Chicago Awards  | Mejor evento teatral                                          | A Very Potter Senior Year                        | Ganador   |
| 2012 | Broadway.com Award               | Favorite Replacement                                          | How to Succeed in Business Without Really Trying | Ganador   |
| 2012 | Grammy Award                     | Mejor recopilación de banda sonora en Televisión u otro medio | Glee: The Music, Volume 4                        | Nominado  |
| 2012 | Screen Actors Guild Award        | Mejor elenco en Comedia.                                      | Glee                                             | Nominado  |
| 2013 | Dorian Awards                    | Mejor interpretación musical del año                          | Glee                                             | Nominado  |
| 2013 | Screen Actors Guild Award        | Mejor elenco en Comedia                                       | Glee                                             | Nominado  |
| 2013 | Shorty Award                     | Mejor productor                                               |                                                  | Nominado  |
| 2013 | People's Choice Award            | Actor favorito en comedia                                     | Glee                                             | Nominado  |
| 2013 | People's Choice Award            | Mejor Bromance en televisión(con Chord Overstreet)            | Glee                                             | Nominado  |
| 2013 | People's Choice Award            | Favorite On-Screen Chemistry (with Chris Colfer)              | Glee                                             | Nominado  |
| 2015 | Broadway.com Award               | Favorite Replacement                                          | Hedwig and the Angry Inch                        | Ganador   |
| 2015 | Emmy Award                       | Mejor Musicalización y letra                                  | "This Time"– Glee                                | Nominado  |
| 2015 | Hollywood Music in Media Award   | Canción – TV /Serie digital                                   | "This Time"– Glee                                | Ganador   |
| 2015 | Giffoni Film Festival            | Experience Award                                              | Overall work                                     | Ganador   |
| 2017 | Los Angeles Drama Critics Circle | Lead Performance                                              | Hedwig and the Angry Inch                        | Nominado  |
| 2018 | MTV Movie & TV Awards            | Mejor interpretación en espectáculo                           | The Assassination of Gianni Versace              | Nominado  |
| 2018 | Premios Primetime Emmy           | Emmy al mejor actor - Miniserie o telefilme                   | The Assassination of Gianni Versace              | Ganador   |
| 2018 | TCA Awards                       | Individual Achievement in Drama                               | The Assassination of Gianni Versace              | Nominado  |
| 2019 | Golden Globe Awards              | Mejor Actor – Miniseries o Televifilm                         | The Assassination of Gianni Versace              | Ganador   |
| 2019 | Critics' Choice Award            | Mejor Actor masculino en una Miniserie o cortometraje         | The Assassination of Gianni Versace              | Ganador   |
| 2019 | Screen Actors Guild Awards       | Mejor Actor masculino en una Miniserie o cortometraje         | The Assassination of Gianni Versace              | Ganador   |

## Discografía
Álbumes de estudio
- 2021: A Very Darren Crissmas[63]

EPs
- 2010: Human[64]
- 2017: Homework
- 2021: Masquerade

Álbumes de Glee
- 2010: Glee: The Music, The Christmas Album
- 2010: Glee: The Music, Volume 4
- 2011: Glee: The Music, Volume 5
- 2011: Glee: The Music Presents the Warblers
- 2011: Glee: The Music, Volume 6
- 2011: Glee: The 3D Concert Movie
- 2011: Glee: The Music, The Christmas Album Volume 2
- 2011: Glee: The Music, Volume 7
- 2012: Glee: The Music, The Graduation Album
- 2012: Glee: The Music, Season 4, Volume 1
- 2012: Glee: The Music, The Christmas Album Volume 3
- 2013: Glee Sings the Beatles
- 2013: Glee: The Music - Celebrating 100 Episodes

Álbumes de Starkid Productions
- 2009: Little White Lie
- 2009: A Very Potter Musical
- 2010: Me and My Dick (A New Musical)
- 2010: A Very StarKid Album
- 2010: A Very Potter Sequel
- 2011: Starship
- 2012: The SPACE Tour
- 2012: Apocalyptour
- 2012: A Very StarKid Senior Year

Canciones independientes
- 2008: «Skin and Bones» – Dueto con Charlene Kaye – Things I Will Need in the Past (álbum)
- 2011: «Dress and Tie» – Dueto con Charlene Kaye
- 2012: «New Morning» – Chimes of Freedom: Songs of Bob Dylan Honoring 50 Years of Amnesty International (álbum)
- 2015: «This Time» - canción original para el último episodio de la serie Glee, interpretada por Rachel Berry (Lea Michele).

Vídeos musicales
- 2009: «Skin and Bones» – Charlene Kaye
- 2009: «Magnolia Wine» – Charlene Kaye
- 2009: «Roll with Me» – Montgomery Gentry
- 2011: «Dress and Tie» – Charlene Kaye
- 2011: «Last Friday Night (T.G.I.F.)» – Katy Perry
- 2012: «New Morning» – Amnesty International
- 2012: «Dress You Up» – Vogue's "Fashion Night Out"
- 2013: «Kangaroo Court» – Capital Cities
- 2013: «Songify the News 3» — The Gregory Brothers
- 2014: «I Sold My Bed, But Not My Stereo» – Capital Cities
- 2014: «Already Home» — A Great Big World
- 2020: «Anthem» — Dueto con Phantom Planet